# James N. Gladding House
La James N. Gladding House est une maison américaine à Albuquerque, dans le comté de Bernalillo, au Nouveau-Mexique. Construite en 1926 dans le style Pueblo Revival, elle est inscrite au Registre national des lieux historiques depuis le 17 novembre 1980.